# Horácko

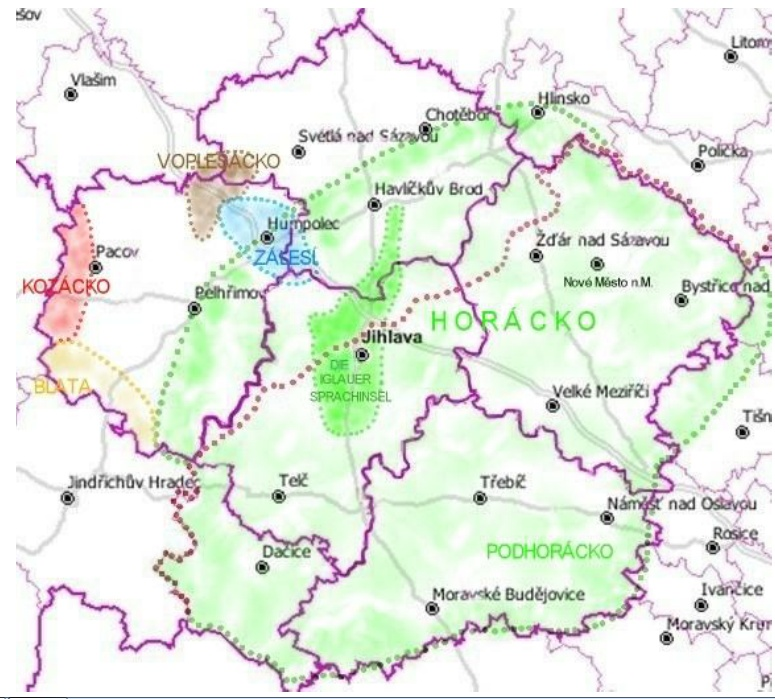
Schematická mapa kraje Vysočina s vymezením národopisných oblastí. Tečkami je vyznačena zemská hranice Čech a Moravy, zeleně rozsah Horácka.Na mapě není vyznačena "východočeská" část území Horácka: Skutečsko, Poličsko, Rychmbursko, ani k Podhorácku patřící Moravskokrumlovsko na Moravě.

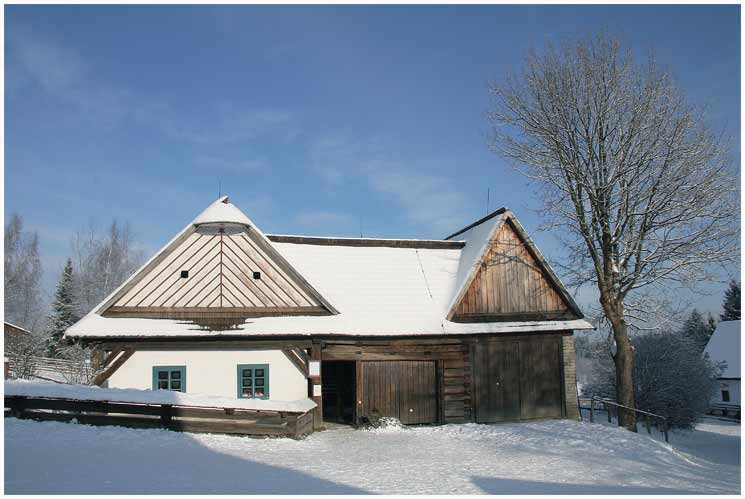
Tradiční obydlí Českého Horácka v expozici vesnice Veselý kopec, Muzeum v přírodě Vysočina (statek z Lezníku u Poličky)

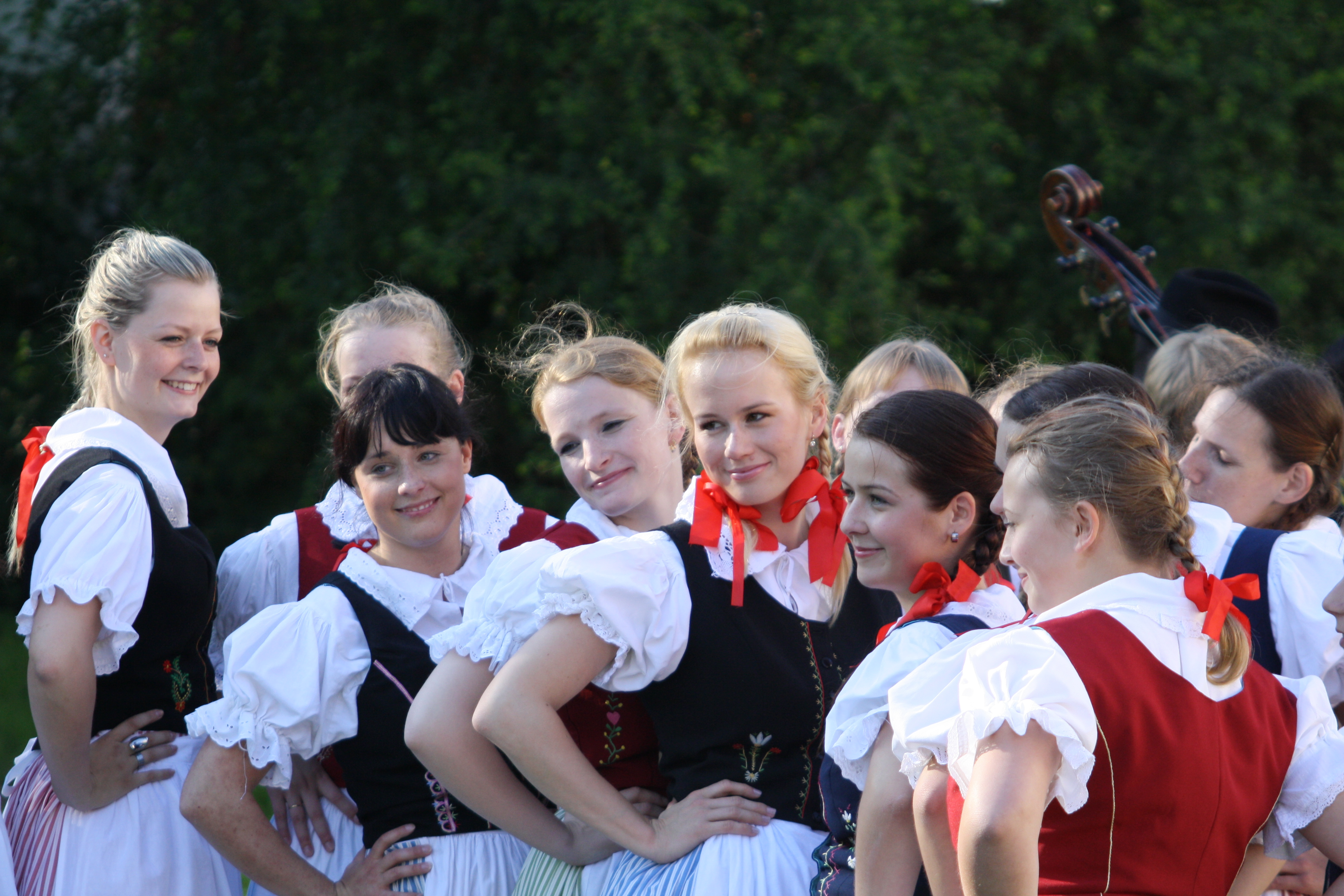
Horácké kroje tanečního souboru Bajdyš

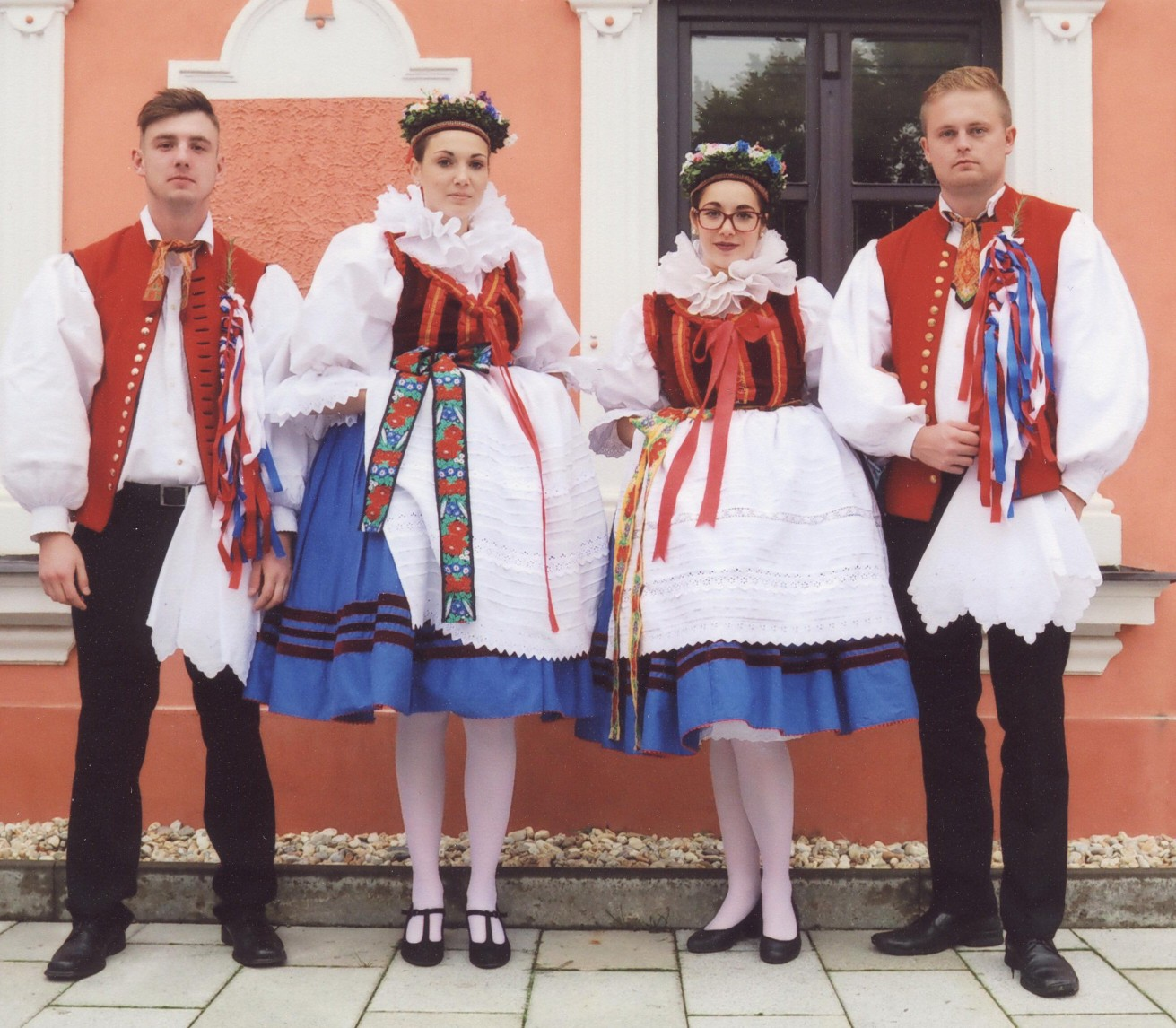
Rouchovanský horácký kroj, který podle tradice navrhl v roce 1931 národopisný badatel Vratislav Bělík.

Horácko je rozsáhlá etnografická oblast na rozhraní Čech a Moravy, skládající se z několika menších podoblastí. V 19. století platil tento pojem spíše pro území na Moravě, a popis kultury regionu se týká především této části. Folkloristé označují jako Horácko pruh území od Dačic, přes Telč, Jihlavu až k Novému Městu na Moravě a Olešnici. Jako Podhorácko se pak uvádí oblast trojúhelníku mezi městy Jemnice, Velké Meziříčí a Moravský Krumlov. V současné době největší část Horácka spadá do Kraje Vysočina. Pojem České Horácko nebo také Vysočina, zmíněný v rozdělení, byl později vytvořen analogicky k Moravskému Horácku, avšak kulturou je od moravské části odlišný. Moravské Horácko zasahuje až do dnešního Jihočeského kraje (konkrétně města Dačice a Slavonice).

## Rozdělení
- Moravské Horácko
  - Horácko
    - severní Moravské Horácko (Žďársko, Novoměstsko, Bystřicko)
    - jihlavské Horácko (bývalý německý jazykový ostrov a obce v okolí Velkého Beranova a Luk nad Jihlavou)
    - jižní Moravské Horácko (Telčsko, Dačicko, Slavonicko, Jemnicko)

  - Podhorácko
    - severní část (Velkomeziříčsko, Velkobítešsko, Nedvědicko, Tišnovsko)
    - jižní část (Třebíčsko, Moravskobudějovicko, Hrotovicko, Náměšťsko)

  - Horácké Dolsko (Moravskokrumlovsko, severní Znojemsko)
  - Malá Haná (přechodná oblast mezi Horáckem a Hanou, Olešnicko, Jevíčsko, Konicko)

- České Horácko (Vysočina)
  - východočeská  
    - centrální část (Chrudimsko, Nasavrcko, Hlinecko, Ždírecko)
    - západní část (Havlíčkobrodsko, Chotěbořsko, Okrouhlicko)
    - regiony Humpolecké Zálesí a Voplešácko
    - východní část (Rychmbursko, Poličsko)

  - jihočeská
    - severní část (Pelhřimovsko, Pacovsko)
    - jižní část (Kamenicko, Počátecko, Žirovnicko)

## Kultura

### Jazyk
Z jazykového hlediska je oblast zajímavá tím, že i na Horácku se společně s Vysočinou mluví interdialektovou obecnou češtinou, popř. jihovýchodočeským/českomoravským dialektem české nářeční skupiny. Na Podhorácku, Horáckém Dolsku a Malé Hané však především střední a starší generace mluví jižním/západním středomoravským dialektem středomoravské nářeční skupiny. Uvádí se, že obyvatelé měst Moravské Budějovice, Třebíč, Velké Meziříčí, Bystřice nad Pernštejnem si nemusí s obyvateli měst a obcí na západ od této linie porozumět. Hlavními rysy středomoravské nářeční skupiny a typickými výrazy su/chcu/jest žlicou/čupnout si/zavazet/zdělat ve významu jsem/chci/jíst lžicí/dřepnout si/překážet/sundat je v tomto směru mluva bližší obyvatelům širšího Brněnska či dokonce části Hané, jak je zmíněno v literatuře první poloviny 20. století.

### Hudba
O tradiční lidovou kulturu na Vysočině od roku 2005 pečuje Muzeum Vysočiny Třebíč, ve spolupráci s Etnologickým ústavem Akademie věd České republiky muzeum pracovalo v letech 2011 až 2015 na projektu sbírky lidových písní z oblasti Podhorácka. Jedná se o písně, které sbírali sběratelé od počátku minulého století. V roce 2016 byla vydána trojdílná publikace, která se zabývá písněmi z oblastí Náměště nad Oslavou, Velké Bíteše, Třebíče, Hrotovic, Moravských Budějovic, Jemnice, Tišnova a Bystřice. Celkem bylo zaznamenáno 934 písní, ty byly zaznamenány 77 sběrateli. Zpívalo celkem 248 zpěváků ze 121 míst. V roce 2017 vydalo muzeum Vysočiny spolu s dalšími organizacemi zpěvník z Horácka a Podhorácka, která zaznamenává 100 písní. Zpěvník navazuje na původní publikaci vydanou v roce 2016.

### Kroj
Lidové kroje na Horácku dlouho využívaly přírodní materiály jako lněné plátno, vlnu nebo kůže. Byly kombinovány s potištěnými bavlněnými látkami – kartounem, a různými druhy hedvábných látek pro slavnostní příležitosti. Velké obliby došel i modrotisk.
Pro mužské kroje byly charakteristické úzké kožené kalhoty, bílé, žluté či černé, méně často hnědé. Plátěné košile rovného střihu a vesty z vlny, kůže nebo kupovaných materiálů. Na ně se oblékaly krátké i dlouhé kabáty, obliby došly i límcové pláště. V zimě se oblékaly bílé kožichy, lemované kožešinou a vyšívané barevnými květy. Ty jsou charakteristické pro širší oblast Českomoravské vrchoviny. Na hlavu patřily klobouky se širokou střechou nebo několik druhů čepic.Starší nízké střevíce vystřídaly během 19. století vysoké selské kožené holínkové boty.
Ženy dlouho zůstaly u kanafasových a vlněných sukní. Na severním Horácku jim říkaly „šarky“ a „mezulánky“, na Podhorácku „dělanice“. K nim si uvazovaly podle příležitosti nejrůznější zástěry. Na svátek většinou nosily kabátky ze vzorovaných látek nebo hedvábí a na krk často bílý vyšívaný nebo barevný vzorovaný šátek. Na hlavu, podobně jako v jiných oblastech Moravy vázaly velké bavlněné šátky s červenou půdou a širokou květovou bordurou, zde byly nazývány „sackými“ či „sakskými“ šátky. Svobodná děvčata na severním Horácku nosila do kostela půlkové uzlíčkové čepečky, tzv. "škařoupky". Bohaté selky kromě toho na velké svátky nosily vysoké čepce ze zlatého nebo stříbrného dracounu či z černé krajky. Na jižním Horácku se jiný čepec – s modrou stuhou na okraji – tzv. koleno, převazoval vyšívanou půlkou.
Od konce 19. století byl místo regionálního kroje Horácka používán v mnoha obcích především na Podhorácku kroj kyjovský. Mnoho Horáků dnes ani neví, jak jejich kroj vypadal.
Na Jihlavsku se zachovaly naprosto odlišné kroje, charakteristické jen pro tuto oblast. Mužský kroj byl laděný do černa, ženy měly modré či šedé sukně a k nim leštěnou modrou či černou zástěru, červené punčochy a brokátové hluboce vystřižené živůtky, šněrované červenou stuhou. Na hlavě velký červený šátek, zvaný „konec“. 
Byl to kroj bývalého německého Jihlavského jazykového ostrova, který odděloval severní Horácko od jižního. Němci v okolí Jihlavy a slovanské obyvatelstvo v okolí Luk nad Jihavou a Velkého Beranova mu zůstali věrni až do konce 2. světové války, kdy byli Němci odsud násilně vysídleni a nejstarší obyvatelé kroj dotrhali. Dnes můžeme vidět takto oblečeny jen členy folklorního souboru Vysočan nebo Pramínek z Jihlavy, a to pouze při vystoupeních.

### Architektura
V horských polohách Žďárských vrchů můžeme dodnes najít příklady roubené architektury, stejně tak jako rozložitých zděných usedlostí. Náležejí k typu tzv. horáckého domu. Charakteristická je štítová orientace, střecha krytá šindelem nebo bohatě skládaná lomenice nebo okapová stříška. Naopak na jihu (Telečsko, Dačicko) se mnoho dřevěných roubených staveb nedochovalo, zato zde máme krásné příklady štukových fasád na štítech zděných domů, stavěných často z kamene.
Na Podhorácku se setkáme s typem domu, odkazujícím k podunajskému prostoru. Je stavěn z hlíny, nejčastěji z nepálených cihel, zvaných zde "truple". V minulosti byly střechy kryty převážně doškem, během 19. století se hlavní krytinou staly pálené tašky. Původní štítová orientace byla postupně vytlačována okapovou.

### Folklorní soubory
Horáckem a jeho tradicemi se zabývá více folklorních souborů, v roce 1955 byl založen šestnáctičlenný soubor Třebíčan. Roku 1957 mu byl tehdejším třebíčským Městským národním výborem propůjčen čestný název Třebíčan a do roku 1990 měl za sebou již více než tisíc představení v různých zemích Evropy. Dnes se ovšem tento soubor jmenuje Bajdyš. Mladší tanečníci se mohou už od pěti let vyučovat v souboru pro menší Bajdyšek.
V Moravských Budějovicích pak od roku 2002 působí soubor Škrpál, jehož předchůdcem byl soubor Podhoráček (působící přibližně od sedmdesátých let 20. století). V roce 1989 pak v Moravských Budějovicích vznikl také soubor Borověnka, ten působil do roku 1997.
Dětský folklorní soubor Rouchováček při ZŠ a MŠ T.G.Masaryka v Rouchovanech na Třebíčsku vznikl v roce 1978, pracuje tedy již víc než 40 let. Rouchováček čerpá z tradic Horácka a Podhorácka, ve svých pásmech zobrazuje dětské hry, horácké tance, škádlivky, říkanky a písně. Účastní se nejrůznějších akcí v rámci regionu Horácka, navštívil Maďarsko, Bulharsko a získal celou řadou ocenění. Pravidelně se účastní soutěže folklorních souborů Sedmikvítek.
Historie podhoráckého souboru obce Ketkovice začíná roku 1957, kdy zásluhou sester Bočkových, které sestavily pásmo z písní a tanců z okolí Ketkovic, bylo pořízeno 10 dětských, 10 mužských a 24 ženských krojů včetně klobouků pro muže.
V roce 2017 se konal již XV. ročník přehlídky folklorních souborů a skupin z Podhorácka i sousedních regionů, který pořádá začátkem měsíce září městské muzeum ve Velké Bíteši.
Dne 9. února 2019 se regiony Horácko a Podhorácko v rámci akce Folklorní regiony Čech, Moravy a Slezska v Národopisném muzeu v Praze představily přednáškou a vystoupením souboru Podjavořičan.

### Kuchyně
Etnografové z Muzea Vysočiny Třebíč se zapojili do přeshraničního projektu, který po tři roky (mezi lety 2018 a 2020) zkoumal tradiční stravu a pokrmy.

## Města
| - Jihlava - Třebíč - Žďár nad Sázavou - Boskovice - Šošůvka - Velké Meziříčí - Moravské Budějovice - Telč - Náměšť nad Oslavou - Moravský Krumlov - Tišnov - Nové Město na Moravě - Bystřice nad Pernštejnem - Třešť - Velká Bíteš - Křoví - Dačice - Slavonice - Jemnice - Jimramov - Jaroměřice nad Rokytnou - Svratka - Svitavy - Hrotovice - Olešnice | - Havlíčkův Brod - Pelhřimov - Hlinsko - Světlá nad Sázavou - Chotěboř - Humpolec - Pacov - Proseč - Skuteč - Polička - Kamenice nad Lipou - Žirovnice - Počátky - Ledeč nad Sázavou - Polná - Přibyslav - Ždírec nad Doubravou - Strmilov - Nasavrky |